# Lodewijk Armand II van Bourbon-Conti
Lodewijk Armand II van Bourbon (Parijs, 10 november 1695 – aldaar, 4 mei 1727) was een prins uit het huis Bourbon-Conti en vanaf 1709 tot zijn dood was hij de regerende prins van Conti, na de dood van zijn vader Frans Lodewijk. Lodewijk Armand was een lid van de Bourbonfamilie, die tot 1830 Frankrijk regeerde, hij had ook de titel prins van den bloede.
Hij werd door koning Lodewijk XIV van Frankrijk en ook door diens opvolger, Lodewijk XV, en diens regent hertog Filips II van Orléans, goed behandeld en had grote vrijheden. Lodewijk Armand diende onder maarschalk Villars in de Spaanse Successieoorlog, maar hij miste de militaire kwaliteiten van zijn vader. In 1713 trad Lodewijk Armand in het huwelijk met prinses Louise Elisabeth van Bourbon (1693-1775), een dochter van Lodewijk III van Bourbon-Condé, prins van Condé en diens vrouw prinses Louise Françoise van Bourbon. Louise Françoise was de oudste (bastaard)dochter van koning Lodewijk XIV en diens maîtresse Madame de Montespan. Lodewijk Armand was een prominente aanhanger van de financiële regelingen van John Law, waarin hij grote sommen geld ontving.
Uit het huwelijk van Lodewijk Armand en Louise-Élisabeth van Bourbon-Condé werden vijf kinderen geboren:
- Lodewijk (1715-1717)
- Lodewijk Frans (13 augustus 1717 - 2 augustus 1776), huwde Louise Diane van Orléans, dochter van hertog Filips II van Orléans. Werd later prins van Conti.
- Lodewijk Armand (1720-1722)
- Karel (1722-1730)
- Louise Henriëtte (20 juni 1726 - 9 februari 1759), huwde hertog Lodewijk Filips I van Orléans.